# Plaça de John Lennon
La plaça John Lennon és una plaça de forma rectangular del barri de Gràcia de Barcelona en un entrant del carrer de Quevedo i accessible pel carrer de Puigmartí i carrer de Ramis. Duu el nom del músic britànic John Lennon, en reconeixement del seu compromís per la pau.

## Descripció
Es tracta d'una plaça rectangular amb una rajola vermella amb ratlles grises a la part central i grisa a la zona de pas de vehicles. Compta amb només dos números vinculats a la plaça. A l'oest, hi ha l'àrea de joc infantil plantejada per a infants fins a dotze anys. Un dels elements més destacats de l'entorn de la plaça és l'accés a l'escola pública l'Univers.
L'arbrat està organitzat en diverses rengleres, format per nou exemplars de xicrandes, vuit de falsa acàcia, sis magraners, cinc de l'arbre de l'amor, quatre pereres de Callery, dos de falsa acàcia Bessoniana i una troana.

### A John Lennon

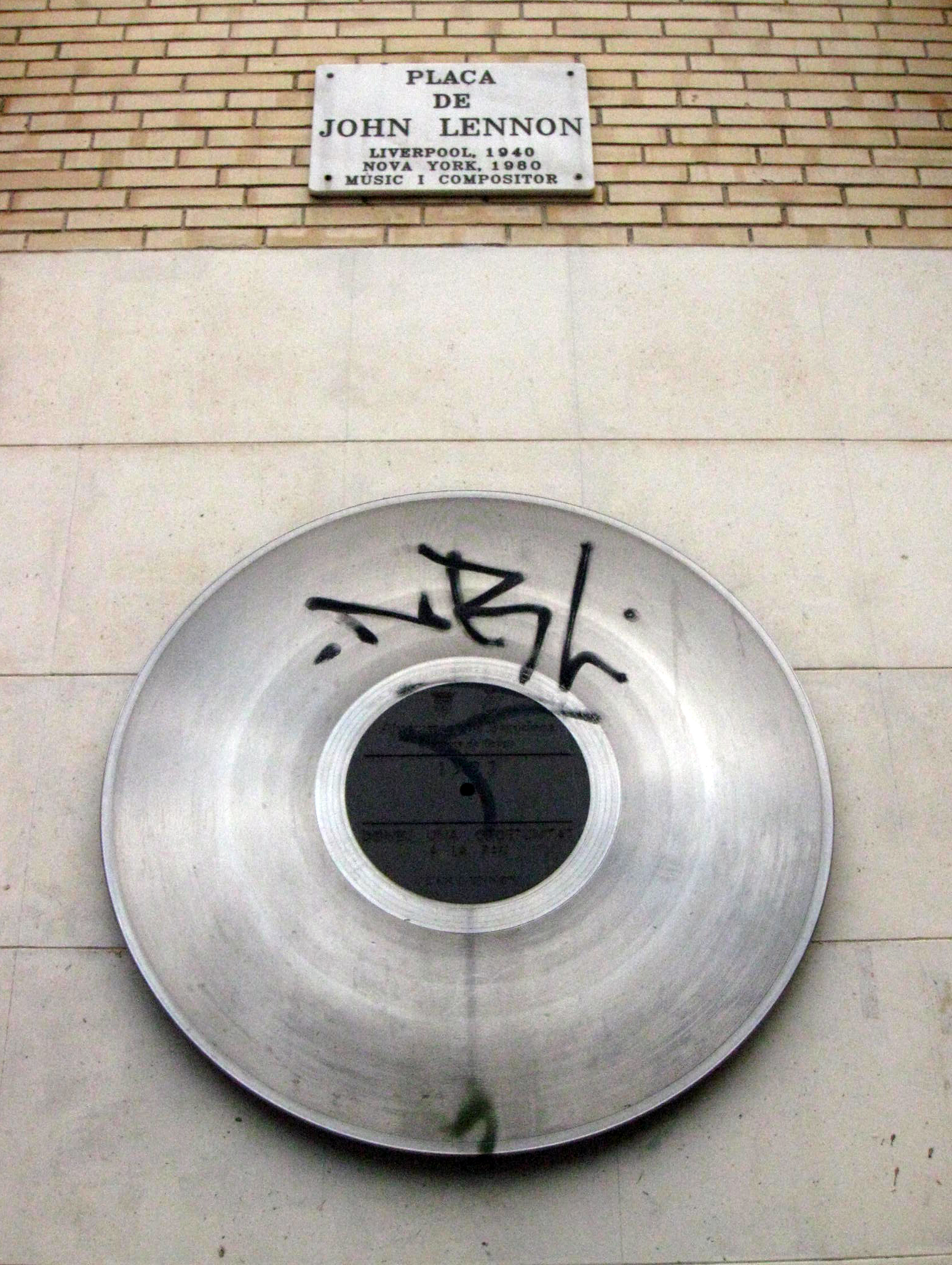
Placa commemorativa

Un dels elements destacats és la placa commemorativa A John Lennon, a l'edifici oest, col·locada des dels inicis de la plaça i obra de l'arquitecte municipal Jaume Graells i Ferrández. Està inventariada com a patrimoni de l'art públic de Barcelona amb el número 6729-1.
És una placa de bronze i acer inoxidable en forma de disc on hi ha la inscripció "Doneu una oportunitat a la pau" en referència a la tornada de la cançó «Give Peace a Chance» de Lennon. L'anell exterior fa un diàmetre d'1,1 metres.

## Història
Es construí en els antics terrenys de diverses indústries, una fusteria i una impremta, aprofitant el procés de reordenació del sòl. Aquest nou espai del barri s'urbanitzà pràcticament en paral·lel a la plaça del Poble Gitano, inaugurada pocs mesos després, i més de quatre dècades més tard de la darrera nova plaça al barri.
Es va inaugurar el vespre del 30 d'abril de 1993, en un acte amenitzat amb versions de cançons de Lennon, amb la presència del llavors batlle de Barcelona, Pasqual Maragall. S'aprofità la celebració per muntar una exposició vinculada a la vida del músic titulada Lennon Imagina al Centre Cívic La Sedeta.
El nom de la plaça no va estar exempt de polèmica, donat que es volia optar pel nom d'un personatge no català. Després de múltiples debats al ple de districte, aquest va ser refrendat per votació popular. Si més no, des de llavors i a diferència de gran part de les places de Gràcia, no ha patit cap canvi de nom.
Les places de Gràcia són un dels punts neuràlgics del teixit associatiu del barri per desenvolupar les seves activitats, tanmateix, Lennon no destaca en aquest aspecte, possiblement i com apunten des del Taller d'Història de Gràcia, per la col·locació de l'arbrat i l'espai infantil. Si més no, el 14 d'agost de 1994 s'hi va celebrar la Primera Mostra d'Entitats de Gràcia. Des del 2013 les festes alternatives llibertàries de Gràcia se celebren majoritàriament a la plaça durant la Festa Major de la Vila.